# Rescue Point
Rescue Point är en udde i Antarktis. Den ligger i Västantarktis. Inget land gör anspråk på området.
Terrängen inåt land är platt åt sydväst, men österut är den kuperad. Havet är nära Rescue Point åt nordväst. Trakten är obefolkad. Det finns inga samhällen i närheten.